# فابیو لوریا
فابیو لوریا (انگلیسی: Fabio Lauria؛ زادهٔ ۳۰ اوت ۱۹۸۶) بازیکن فوتبال اهل ایتالیا است.
از باشگاه‌هایی که در آن بازی کرده‌است می‌توان به باشگاه فوتبال پارما، باشگاه فوتبال ویرتوس لانچانو، باشگاه فوتبال ونتزیا، باشگاه فوتبال رجانا، باشگاه فوتبال آ. ث. لومتزانه، ماترا کالچو، و باشگاه فوتبال اتلتیکو آرتزو اشاره کرد.
وی همچنین در تیم ملی فوتبال Italy U-18 بازی کرده‌است.